# Мартин, Джейлен
Джейлен Мартин (англ. Jaylen Martin; род. 28 января 2004, Куинси, Флорида) — американский профессиональный баскетболист клуба НБА «Вашингтон Уизардс». 

## Карьера в школе
Мартин играл в баскетбольной команде средней школы Университета штата Флорида в Таллахасси, штат Флорида, под руководством главного тренера и бывшего игрока НБА Чарли Уорда.
Окончив среднюю школу, Мартин был высоко оцененным новобранцем в классе 2022 года. Он был оценен как 4-звездочный новобранец по версии ESPN и 247Sports.
Несмотря на то, что он получал предложения от университетов Флориды, Джорджии, Джорджтауна, Уэйк Фореста, Цинциннати, Техасского технического университета и Миссисипи, он решил играть профессионально в лиге Overtime Elite.

## Профессиональная карьера

### Дримерз (2022—2023)
Мартин начал свою профессиональную карьеру, играя за клуб «Дримерз» в лиге Overtime Elite. Он занял второе место в голосовании за самого прогрессирующего игрока турнира и привёл команду к чемпионской серии, где она уступила команде «Сити Риперс».

### Уэстчестер Никс (2023—2024)
После того, как Мартин не был выбран на драфте НБА 2023 года, 3 июля 2023 года он подписал двусторонний контракт с «Нью-Йорк Никс», но 18 октября его контракт был расторгнут. 9 ноября он был включен в состав на первый матч за «Уэстчестер Никс», а 27 ноября он подписал еще один двусторонний контракт с «Нью-Йорком». Однако 23 декабря его контракт был расторгнут, так и не сыграв за «Нью-Йорк», и он вернулся в «Уэстчестер» три дня спустя.

### Бруклин Нетс (2024—2025)
21 февраля 2024 года Мартин подписал двусторонний контракт с «Бруклин Нетс», но был расторгнут 1 января 2025 года.

### Уэстчестер Никс (2025)
11 января 2025 года Мартин присоединился к «Делавэр Блю Коатс» после того, как его права были проданы «Уэстчестер Никс» в обмен на права Дэвида Дьюка и будущий выбор в первом раунде драфта 2025 года.

### Вашингтон Уизардс/Кэпитал-Сити Гоу-Гоу (2025—н.в.)
8 февраля 2025 года Мартин подписал двусторонний контракт с «Вашингтон Уизардс».

## Статистика

### Статистика в НБА
| Сезон                                                                                    | Команда   | Регулярный сезон | Регулярный сезон | Регулярный сезон | Регулярный сезон | Регулярный сезон | Регулярный сезон | Регулярный сезон | Регулярный сезон | Регулярный сезон | Регулярный сезон | Регулярный сезон | Серия плей-офф | Серия плей-офф | Серия плей-офф | Серия плей-офф | Серия плей-офф | Серия плей-офф | Серия плей-офф | Серия плей-офф | Серия плей-офф | Серия плей-офф | Серия плей-офф |
| Сезон                                                                                    | Команда   | GP               | GS               | MPG              | FG%              | 3P%              | FT%              | RPG              | APG              | SPG              | BPG              | PPG              | GP             | GS             | MPG            | FG%            | 3P%            | FT%            | RPG            | APG            | SPG            | BPG            | PPG            |
| ---------------------------------------------------------------------------------------- | --------- | ---------------- | ---------------- | ---------------- | ---------------- | ---------------- | ---------------- | ---------------- | ---------------- | ---------------- | ---------------- | ---------------- | -------------- | -------------- | -------------- | -------------- | -------------- | -------------- | -------------- | -------------- | -------------- | -------------- | -------------- |
| 2024/25                                                                                  | Бруклин   | 3                | 0                | 1,7              | 50,0             | 100,0            | -                | 0,0              | 0,0              | 0,0              | 0,0              | 1,0              | Не участвовал  | Не участвовал  | Не участвовал  | Не участвовал  | Не участвовал  | Не участвовал  | Не участвовал  | Не участвовал  | Не участвовал  | Не участвовал  | Не участвовал  |
| 2024/25                                                                                  | Вашингтон | 13               | 0                | 18,0             | 41,7             | 27,3             | 90,0             | 3,4              | 1,3              | 0,7              | 0,0              | 5,8              | Не участвовал  | Не участвовал  | Не участвовал  | Не участвовал  | Не участвовал  | Не участвовал  | Не участвовал  | Не участвовал  | Не участвовал  | Не участвовал  | Не участвовал  |
|                                                                                          | Всего     | 16               | 0                | 14,9             | 41,9             | 30,4             | 90,0             | 2,8              | 1,1              | 0,6              | 0,0              | 4,9              | Не участвовал  | Не участвовал  | Не участвовал  | Не участвовал  | Не участвовал  | Не участвовал  | Не участвовал  | Не участвовал  | Не участвовал  | Не участвовал  | Не участвовал  |
| Наведите курсор мыши на аббревиатуры в заголовке таблицы, чтобы прочесть их расшифровку. |           |                  |                  |                  |                  |                  |                  |                  |                  |                  |                  |                  |                |                |                |                |                |                |                |                |                |                |                |

### Статистика в Джи-Лиге
| Сезон                                                                                    | Команда              | Регулярный сезон | Регулярный сезон | Регулярный сезон | Регулярный сезон | Регулярный сезон | Регулярный сезон | Регулярный сезон | Регулярный сезон | Регулярный сезон | Регулярный сезон | Регулярный сезон | Серия плей-офф | Серия плей-офф | Серия плей-офф | Серия плей-офф | Серия плей-офф | Серия плей-офф | Серия плей-офф | Серия плей-офф | Серия плей-офф | Серия плей-офф | Серия плей-офф |
| Сезон                                                                                    | Команда              | GP               | GS               | MPG              | FG%              | 3P%              | FT%              | RPG              | APG              | SPG              | BPG              | PPG              | GP             | GS             | MPG            | FG%            | 3P%            | FT%            | RPG            | APG            | SPG            | BPG            | PPG            |
| ---------------------------------------------------------------------------------------- | -------------------- | ---------------- | ---------------- | ---------------- | ---------------- | ---------------- | ---------------- | ---------------- | ---------------- | ---------------- | ---------------- | ---------------- | -------------- | -------------- | -------------- | -------------- | -------------- | -------------- | -------------- | -------------- | -------------- | -------------- | -------------- |
| 2023/24                                                                                  | Уэстчестер Никс      | 31               | 13               | 24,8             | 49,0             | 34,2             | 76,2             | 3,6              | 1,5              | 0,6              | 0,5              | 12,3             | Не участвовал  | Не участвовал  | Не участвовал  | Не участвовал  | Не участвовал  | Не участвовал  | Не участвовал  | Не участвовал  | Не участвовал  | Не участвовал  | Не участвовал  |
| 2023/24                                                                                  | Лонг-Айленд Нетс     | 13               | 13               | 20,8             | 44,8             | 7,7              | 76,5             | 3,7              | 1,8              | 0,6              | 0,5              | 9,1              | 3              | 1              | 16,8           | 37,5           | 50,0           | 75,0           | 4,0            | 1,0            | 0,3            | 0,7            | 8,3            |
| 2024/25                                                                                  | Лонг-Айленд Нетс     | 12               | 2                | 25,3             | 50,0             | 37,5             | 75,0             | 3,8              | 1,8              | 1,3              | 0,8              | 13,0             | Не участвовал  | Не участвовал  | Не участвовал  | Не участвовал  | Не участвовал  | Не участвовал  | Не участвовал  | Не участвовал  | Не участвовал  | Не участвовал  | Не участвовал  |
| 2024/25                                                                                  | Делавэр Блю Коатс    | 10               | 10               | 34,9             | 45,2             | 24,6             | 66,7             | 4,0              | 3,2              | 1,7              | 0,2              | 19,5             | Не участвовал  | Не участвовал  | Не участвовал  | Не участвовал  | Не участвовал  | Не участвовал  | Не участвовал  | Не участвовал  | Не участвовал  | Не участвовал  | Не участвовал  |
| 2024/25                                                                                  | Кэпитал-Сити Гоу-Гоу | 9                | 2                | 20,3             | 40,3             | 18,8             | 72,7             | 3,2              | 1,3              | 0,6              | 0,2              | 7,3              | Не участвовал  | Не участвовал  | Не участвовал  | Не участвовал  | Не участвовал  | Не участвовал  | Не участвовал  | Не участвовал  | Не участвовал  | Не участвовал  | Не участвовал  |
|                                                                                          | Всего                | 75               | 40               | 25,0             | 47,0             | 28,5             | 73,6             | 3,7              | 1,8              | 0,9              | 0,5              | 12,2             | 3              | 1              | 16,8           | 37,5           | 50,0           | 75,0           | 4,0            | 1,0            | 0,3            | 0,7            | 8,3            |
| Наведите курсор мыши на аббревиатуры в заголовке таблицы, чтобы прочесть их расшифровку. |                      |                  |                  |                  |                  |                  |                  |                  |                  |                  |                  |                  |                |                |                |                |                |                |                |                |                |                |                |